# Merlin (jméno)
Merlin je mužské křestní jméno. Pochází keltštiny (pravděpodobně bretonštiny). Původní podoba je Myrddin, což se může vykládat jako "pevnost u moře". Ale může se vykládat i jako dravce dřemlíka tundrového.

## Známí nositelé
- Merlin, keltský druid, čaroděj a mág
- Merlin Bronques, americký muzikant a fotograf
- Merlin Hanbury-Tracy, 7. baron Sudeleyský (zrozen 1939), britský šlechtic a pravicový aktivista
- Merlin Holland, spisovatel
- Merlin Hull (1870-1953), právník, vydavatel novin a člen sněmovny reprezentantů Spojených států
- Merlin Malinowski (narozen 1958), kanadský hokejista
- Merlin Minshall (1906-1987), britský agent tajné služby často se tvrdí, že byl inspirací Jamese Bonda
- Merlin Santana (1976-2002), americký herec
- Merlin Volzke (narozen 1925), americký žokej